# Lethe elwesi
Lethe elwesi är en fjärilsart som beskrevs av Moore 1890/92. Lethe elwesi ingår i släktet Lethe och familjen praktfjärilar. Inga underarter finns listade i Catalogue of Life.